# À l'est d'Éden (téléfilm)
Pour l’article homonyme, voir À l'est d'Éden.
 À l'est d'Éden (East of Eden) est une mini-série américaine totalisant 382 minutes réalisé par Harvey Hart d'après le roman de John Steinbeck, et diffusée les 8, 9 et 11 février 1981 sur le réseau ABC. Le roman a déjà été adapté au cinéma en 1955 par Elia Kazan avec James Dean.
Au Québec, elle a été découpée en huit épisodes de 48 minutes et diffusée à partir du 27 octobre 1982 à la Télévision de Radio-Canada, et en France à partir du 10 février 1986 sur Antenne 2.

## Synopsis
Cette série télé en trois épisodes retrace le destin mouvementé de la famille Trask durant trois générations.

## Distribution
- Timothy Bottoms (VF : Philippe Ogouz) : Adam Trask
- Jane Seymour (VF : Nicole Favart) : Cathy
- Bruce Boxleitner (VF : Jacques Ferrière) : Charles Trask
- Soon-Tek Oh (VF : Jacques Chevalier) : Lee
- Karen Allen (VF : Joëlle Fossier) : Abra
- Hart Bochner (VF : Yves-Marie Maurin) : Aron Trask
- Sam Bottoms (VF : François Leccia) : Cal Trask
- Warren Oates (VF : Henry Djanik) : Cyrus Trask
- Howard Duff (VF : René Arrieu) : Jules Edwards
- Anne Baxter (VF : Julia Dancourt) : Faye
- Richard Masur (VF : Michel Le Royer) : Will Hamilton
- Nicholas Pryor (VF : Bernard Woringer) : James Grew
- Lloyd Bridges (VF : André Valmy) : Samuel Hamilton